# Chiến tranh nô lệ lần ba
Chiến tranh nô lệ lần ba (73-71 TCN) hay còn được Plutarchus gọi là Chiến tranh đấu sĩ hoặc Chiến tranh Spartacus, là cuộc chiến cuối trong một loạt các cuộc khởi nghĩa nô lệ chống lại Cộng hòa La Mã được gọi chung là các cuộc chiến tranh nô lệ La Mã.
Chiến tranh nô lệ lần ba là lần duy nhất đe dọa trực tiếp đến mảnh đất trung tâm Italia của La Mã. Quân khởi nghĩa nhiều lần làm khiếp sợ dân La Mã vì sự phát triển nhanh chóng của họ cũng như họ đã liên tiếp đánh bại quân đội La Mã giữa các năm 73 và 71 TCN. Cuộc khởi nghĩa cuối cùng cũng bị dập tắt nhờ sự tăng cường quân sự của Marcus Licinius Crassus; dù rằng sau đó cuộc khởi nghĩa vẫn tiếp tục có những tác động gián tiếp đến chính trị La Mã trong nhiều năm.
Giữa các năm 73 và 71 TCN, một toán các nô lệ bỏ trốn -bắt đầu từ 78 võ sĩ giác đấu chủ yếu là người Thracia, Gaul, German làm lực lượng nòng cố- đã phát triển thành một lực lượng trên 120.000 người gồm cả đàn ông, đàn bà và trẻ em.